# Mademoiselle Mars
Anne-Françoise-Hippolyte Boutet zwana Mademoiselle Mars (ur. 9 lutego1779 w Paryżu, zm. 20 marca1847) – aktorka francuska, członkini Comédie-Française.

## Życiorys
Anne-Françoise-Hippolyte Boutet była córką pary aktorów  Jacques'a-Marie Bouteta de Monvel et Madame Salvetat zwanej panią Mars. Zagrała po raz pierwszy w Komedii Francuskiej w wieku szesnastu lat. Teatr był wówczas podzielony. Po jego ponownym otwarciu w 1799 roku grywała rolę dziewcząt w sztukach Moliera i Marivaux. Została członkiem Komedii Francuskiej po odejściu z niej aktorki Louise Contat w 1812 roku. Od tego czasu zaczęła też grać bardziej wymagające role. Zasłynęła rolami Sylwii w Igraszkach trafu i miłości  i Araminty w Fausses confidences Marivaux, Elmiry w Świętoszku i Celimeny w Mizantropie Moliera. W 1813 roku wzięła udział w występach Komedii Francuskiej w Dreźnie. Była obok Talmy największą gwiazdą sceny francuskiej tego okresu. Po jego śmierci w 1826 roku zdominowała Komedię Francuską. Chociaż wroga romantyzmowi zagrała w Henryku III i jego dworze Alexandre'a Dumasa, Le More de Venise Alfreda de Vigny i Hernanim Victora Hugo. Zrezygnowała z członkostwa w Komedii Francuskiej 4 lutego 1832 roku, jednak rok później wróciła jako pensjonariuszka. Zagrała Katarzynę w Angelo, tyran de Padoue Victora Hugo w 1835 oraz pierwszą rolę w Pannie z Belle-Isle Alexandre'a Dumasa w 1839. Miała wówczas 60 lat. Wobec brutalnych ataków w prasie wycofała się ze sceny. Po raz ostatni zagrała w 1841 roku w Świętoszku Moliera i Igraszkach trafu i miłości Marivaux. Zagrała łącznie 109 ról.

## Kariera sceniczna
| Rok  | Sztuka                               | Autor                    |
| ---- | ------------------------------------ | ------------------------ |
| 1799 | L'Autre Tartuffe ou la Mère coupable | Beaumarchais             |
|      | L'École des maris                    | Molier                   |
| 1803 | Auguste et Théodore                  | Ernest de Manteufel      |
| 1805 | Madame de Sévigné                    | Jean-Nicolas Bouilly     |
| 1806 | La Jeunesse d'Henri V                | Alexandre Duval          |
| 1812 | Le Misanthrope                       | Molier                   |
| 1814 | Édouard en Écosse                    | Alexandre Duval          |
| 1816 | La Comédienne                        | François Andrieux        |
|      | Arthur de Bretagne                   | Étienne Aignan           |
| 1823 | L'École des vieillards               | Casimir Delavigne        |
| 1825 | La Princesse des Ursins              | Alexandre Duval          |
| 1826 | Le Tasse d’Alexandre Duval           | Alexandre Duval          |
| 1828 | La Princesse Aurélie                 | Casimir Delavigne        |
| 1829 | Le More de Venise                    | Alfred de Vigny          |
|      | Henri III et sa cour                 | Alexandre Dumas          |
| 1830 | Hernani                              | Victor Hugo              |
| 1832 | Clotilde                             | Frédéric Soulié          |
| 1833 | Les Enfants d'Édouard                | Casimir Delavigne        |
| 1834 | Heureuse comme une princesse         | Jacques-François Ancelot |
|      | Une aventure sous Charles IX         | Frédéric Soulié          |
| 1835 | Angelo tyran de Padoue               | Victor Hugo              |
| 1836 | Marie                                | Virginie Ancelot         |
| 1837 | Le Château de ma nièce               | Virginie Ancelot         |
|      | La Vieillesse d'un grand roi         | Joseph-Philippe Lockroy  |
| 1838 | Louise de Lignerolles                | Prosper-Parfait Goubaux  |
| 1839 | Mademoiselle de Belle-Isle           | Alexandre Dumas          |
| 1840 | Henri III et sa cour                 | Alexandre Dumas          |